# Belbury Poly
Belbury Poly es la banda de estudio del cofundador de Ghost Box Records Jim Jupp. Jupp es el compositor principal y productor. También toca el sintetizador, los teclados y la guitarra. Los demás miembros son músicos de estudio, entre ellos: Christopher Budd, encargado del bajo y la guitarra principal, Jim Musgrave, baterista, James Allen, también baterista, David Sharp, responsable de la guitarra acústica, y Jon Brooks, pianista.

## Sonido
El mundo sonoro de Belbury Poly se caracteriza por una especie de rock progresivo optimista, electrónico y rústico. Sus señas de identidad se basan en la electrónica analógica y en una amplia gama de instrumentos poco usuales. Recientemente han incorporado músicos de sesión a cargo de la batería y las guitarras. Su rango de influencias va desde la antigua música de librería y las bandas sonoras de televisión hasta el rock progresivo de los 70s basado en los teclados, así como el folk y el Krautock.
Jupp se ha referido a Belbury Poly y a los otros artistas de Ghost Box como al sonido de un pasado mal recordado de un mundo paralelo.  También ha reconocido su deuda con el autor Arthur Machen. El nombre del grupo hace referencia a una institución ficticia, creada por el autor británico C.S. Lewis en su novela That Hideous Strength.

## Discografía

### Álbumes y EP
| Título                           | Formato  | Etiqueta  | Número de catálogo | Año  |
| -------------------------------- | -------- | --------- | ------------------ | ---- |
| Farmer's Angle                   | 3" CD-EP | Ghost Box | GBX001             | 2004 |
| The Willows                      | CD/LP    | Ghost Box | GBX003             | 2005 |
| The Owl's Map                    | CD       | Ghost Box | GBX007             | 2006 |
| From an Ancient Star             | CD       | Ghost Box | GBX011             | 2009 |
| Farmer's Angle (Revised Edition) | CD/10"   | Ghost Box | GBX014             | 2010 |
| The Belbury Tales                | CD/LP    | Ghost Box | GBX016             | 2012 |
| New Ways Out                     | CD/LP    | Ghost Box | GBX024             | 2016 |

### Siete pulgadas
| Nombre artístico                     | Título                                          | Número de catálogo | Año  |
| ------------------------------------ | ----------------------------------------------- | ------------------ | ---- |
| Belbury Poly and Moon Wiring Club    | Study Series 01: Youth and Recreation           | GBX701             | 2010 |
| Belbury Poly and Mordant Music       | Study Series 03: Welcome to Godalming           | GBX703             | 2010 |
| Belbury Poly and The Advisory Circle | Study Series 08: Inversions                     | GBX708             | 2012 |
| Belbury Poly and Spacedog            | Study Series 10: Message and Method             | GBX710             | 2013 |
| Pye Corner Audio with Belbury Poly   | Other Voices 05: Machines are Obsolete/Pathways | GBX715             | 2015 |

### Remixes
| Título                                  | Artista Original        | Título Álbum, Single, EP                   | Etiqueta       | Número de catálogo | Año  |
| --------------------------------------- | ----------------------- | ------------------------------------------ | -------------- | ------------------ | ---- |
| Taxi Negro (Black Cab Mix)              | Tre-molo                | Visitas                                    | Mil Records    | MRCD009            | 2008 |
| Ghost Office (Remixed by Belbury Poly)  | Xylitol                 | Xylitol Music as played by Other People    | self-released  |                    | 2010 |
| Escape Hatch                            | Bernard Fevre           | The Strange World of Bernard Fevre Remixes | Universal      | NJ9048             | 2010 |
| And The Cuckoo Comes To Belbury         | The Advisory Circle     | Mind How You Go (Revised Edition)          | Ghost Box      | GBX013             | 2010 |
| Lights And Offerings (Belbury Poly Mix) | Mirrors                 | The White EP                               | Skint          | SKINT216ID         | 2011 |
| Summerland (Belbury Poly Mix)           | John Foxx and the Maths | The Shape of Things                        | Metamatic      | META29CD           | 2011 |
| If... (Belbury Poly Mix)                | Bill Ryder-Jones        | If... Remixes                              | Domino         | DS061              | 2012 |
| Hobby Horse                             | The Memory Band         | Further Navigations                        | Static Caravan | Van 272            | 2014 |